# Thelotrema capense
Thelotrema capense är en lavart som beskrevs av Zahlbr. Thelotrema capense ingår i släktet Thelotrema och familjen Graphidaceae.   Inga underarter finns listade i Catalogue of Life.